# يوسف بلخوجة
يوسف بلخوجة (16 يوليو 1975 - 29 سبتمبر 2001)، هو لاعب كرة قدم مغربي.
ينحدر يوسف بلخوجة من مدينة القنيطرة، ولد سنة 1976، وما إن استقام عوده حتى انخرط كبقية أقرانه في مداعبة الكرة بالأحياء الشعبية للمدينة، قبل أن ينضم للفئات الصغرى للكاك، بحثا عن موقع قدم داخل فريق المدينة الأول.
اكتسب يوسف بلخوجة داخل النادي القنيطري ما افتقده في الحواري، حيث صقل مواهبه وطور أسلوب لعبه، لكن طموحات الفتى بلخوجة كانت أكبر من جغرافية الكاك.
أعجب المدرب الوطني بادو الزاكي بموهبة هذا اللاعب، فعقد العزم على ضمه لسبورتينغ سلا، التي كان يشرف على إدارتها التقنية، لكن انتقال بادو إلى الوداد حول وجهة بلخوجة الذي أصبح ودادي الانتماء منذ الموسم الرياضي 1999/2000، بعد أن تكللت المفاوضات بين الوداد والكاك بالنجاح، لينضم بلخوجة وزميله القمش إلى الفريق البيضاوي.
وما أن اندمج بلخوجة كليا مع الفريق، حتى تحول إلى قطعة غيار أساسية في دفاع الوداد، خاصة بعد احتراف عادل الشبوكي بالجماهيرية الليبية، ليشكل إلى جوار زميله محمد بنشريفة ثنائيا دفاعيا صارما. هذا الحضور فتح له بوابة المنتخب إذ جاوره في مباراة الغابون بفاس قبلها في مباراة كينيا يوم 2 يونيو 2001، حيث توفي فوق أرضية مركب محمد الخامس بـالدار البيضاء يوم 29 شتنبر 2001 أثناء إجراء مباراة بين الوداد البيضاوي والرجاء البيضاوي.